# Rainivoninahitriniony
Rainivoninahitriniony (ur. w 1821, zm. w 1869 w Ambohimandroso, Madagaskar) – malgaski polityk, w latach 1852–1864 pełnił funkcję premiera. Był synem poprzedniego szefa rządu, Rainiharo, i przyrodnim bratem swojego następcy na tym stanowisku, Rainilaiarivony.